# Клятва
Кля́тва — торжественное обещание, уверение, подкрепляемое иногда упоминанием чего-либо священного, дорогого для того, кто обещает, уверяет.

## В истории
В древнегреческой мифологии олицетворением клятв являлась Стикс — также река в Аиде, клятва, водами которой считалась самой страшной (Hes. Theog. 775—806). Посмертная кара за клятвопреступление упоминается в «Илиаде» в самом тексте клятвы (Ил. III 279).

Я не оскверню этого священного оружия и не покину в рядах моего товарища. Я буду защищать не только то, что свято, но и то, что не свято, как один, так и вместе с другими. Я передам потомкам отечество не униженным или уменьшенным, но возросшим и в положении улучшенном сравнительно с тем, в каком я его наследовал. Я буду почитать решения мудрых. Я буду повиноваться законам, которые были или будут народом приняты, и если кто вздумает нарушить их, я не должен того допускать, и стану защищать их, все равно придётся ли мне делать это одному или будут со мною другие. Я буду чтить верования.
— Клятва эфеба, Уссинг. Воспитание и обучение у греков и римлян. — СПб., 1878 г., стр. 141
Историк Иосиф Флавий писал о древнеиудейской секте ессеев: «Они известные своей верностью и точностью, и они проповедуют мир. Все, что они говорят, вернее всякой клятвы. Они избегают клятв и считают их хуже лжесвидетельства. Они говорят, что человек, которому нельзя верить на слово (без клятвы), уже осужден».
В языческой Руси «клятва оружием» (традиция, связанная с определёнными мифологическими представлениями) была элементом раннегосударственной политической культуры и формирующейся дипломатии.

## Религиозная клятва
В Ветхом Завете описан обычай клятвы семитских народов на Ближнем Востоке:

И было в то время, Авимелех с [Ахузафом невестоводителем и] Фихолом, военачальником своим, сказал Аврааму: с тобою Бог во всем, что ты ни делаешь; и теперь поклянись мне здесь Богом, что ты не обидишь ни меня, ни сына моего, ни внука моего; и как я хорошо поступал с тобою, так и ты будешь поступать со мною и землею, в которой ты гостишь. И сказал Авраам: я клянусь. И Авраам упрекал Авимелеха за колодезь с водою, который отняли рабы Авимелеховы. Авимелех же сказал [ему]: не знаю, кто это сделал, и ты не сказал мне; я даже и не слыхал о том доныне. И взял Авраам мелкого и крупного скота и дал Авимелеху, и они оба заключили союз. И поставил Авраам семь агниц из стада мелкого скота особо. Авимелех же сказал Аврааму: на что здесь сии семь агниц [овец], которых ты поставил особо? [Авраам] сказал: семь агниц сих возьми от руки моей, чтобы они были мне свидетельством, что я выкопал этот колодезь. Потому и назвал он сие место: Вирсавия, ибо тут оба они клялись и заключили союз в Вирсавии. И встал Авимелех, и [Ахузаф, невестоводитель его, и] Фихол, военачальник его, и возвратились в землю Филистимскую. И насадил [Авраам] при Вирсавии рощу и призвал там имя Господа, Бога вечного. И жил Авраам в земле Филистимской, как странник, дни многие.
— Быт. 21:22—34
В Новом Завете в Нагорной проповеди Иисус Христос прямо запрещает клясться:

А Я говорю вам: не клянись вовсе: ни небом, потому что оно престол Божий; ни землею, потому что она подножие ног Его; ни Иерусалимом, потому что он город великого Царя; ни головою твоею не клянись, потому что не можешь ни одного волоса сделать белым или чёрным. Но да будет слово ваше: „да, да“; „нет, нет“; а что сверх этого, то от лукавого.
— Мф. 5:34—36
Однако существуют интерпретации, говорящие, что Православная церковь допускает клятву по требованию государственной власти, например, принесение присяги сюзереном, военнослужащим или судьёй; и считает греховным употребление клятвы во взаимных отношениях между людьми. РПЦ отрицательно относится к клятве на Библии.

### В Священных Писаниях
В Коране записана молитва «Аль-Фатиха», состоящая из семи айатов, служащая клятвой. Похожая Моисеева молитва записана в Исх. 34:6—7, состоящая из семи предложений. В Новом Завете записана молитва «Отче наш», состоящая из семи стихов.

### Традиции авраамических религий
В разных церквях авраамических религий со временем выработались свои особые клятвы, так называемые «символы веры», в христианстве — Символ веры (Староримский Символ веры состоит из семи положений), в исламе — Шахада, в иудаизме — Шма.

## Судебная клятва
Во многих странах при даче свидетельских показаний было законодательно предусмотрено произнесение религиозной клятвы «сэр, вы клянётесь говорить правду и только правду?». Позднее стали предлагать на выбор произнесение религиозной клятвы или «простого подтверждения» (то есть без формулы «да поможет мне Бог»).
В российском судопроизводстве подобная формула не предусмотрена, вместо неё дающий показания предупреждается об ответственности за дачу ложных показаний.